# ناليني سينغ
ناليني سينغ (بالإنجليزية: Nalini Singh)‏ (7 سبتمبر 1977 في فيجي)؛ كاتِبة وروائية فيجية.

## روابط خارجية
- ناليني سينغ على موقع IMDb (الإنجليزية)